# Joels jul
Joels jul var SR:s julkalender 1992.

## Handling
Den märkliga brödrost som påstår sig heta Harry sjunger gamla slagdängor och berättar sagan om Joel.
Joel är en pojke i mellanstadieåldern. I december fyller han år, och har namnsdag (Oskar). Då det dessutom är julafton i samma månad, har han alltid sett december som en turmånad. Detta år har dock hans namnsdag blivit bortglömd, och hans pappa slutat sjunga då han diskar. 
Joel tröstar sig på olika vis, bland annat med sina djur, katten som ska få ungar, ökenråttan Rambo, Smådjurskören och Plåt & Plastorkestern. Han skjuter också upp sin matteläxa för att spela Barbarians på sin Commodore.

## Medverkande
- Anton Ljungberg - Joel
- Johanna Hellström - Sara
- Hasse Alatalo - Brödrosten Harry

## Papperskalender

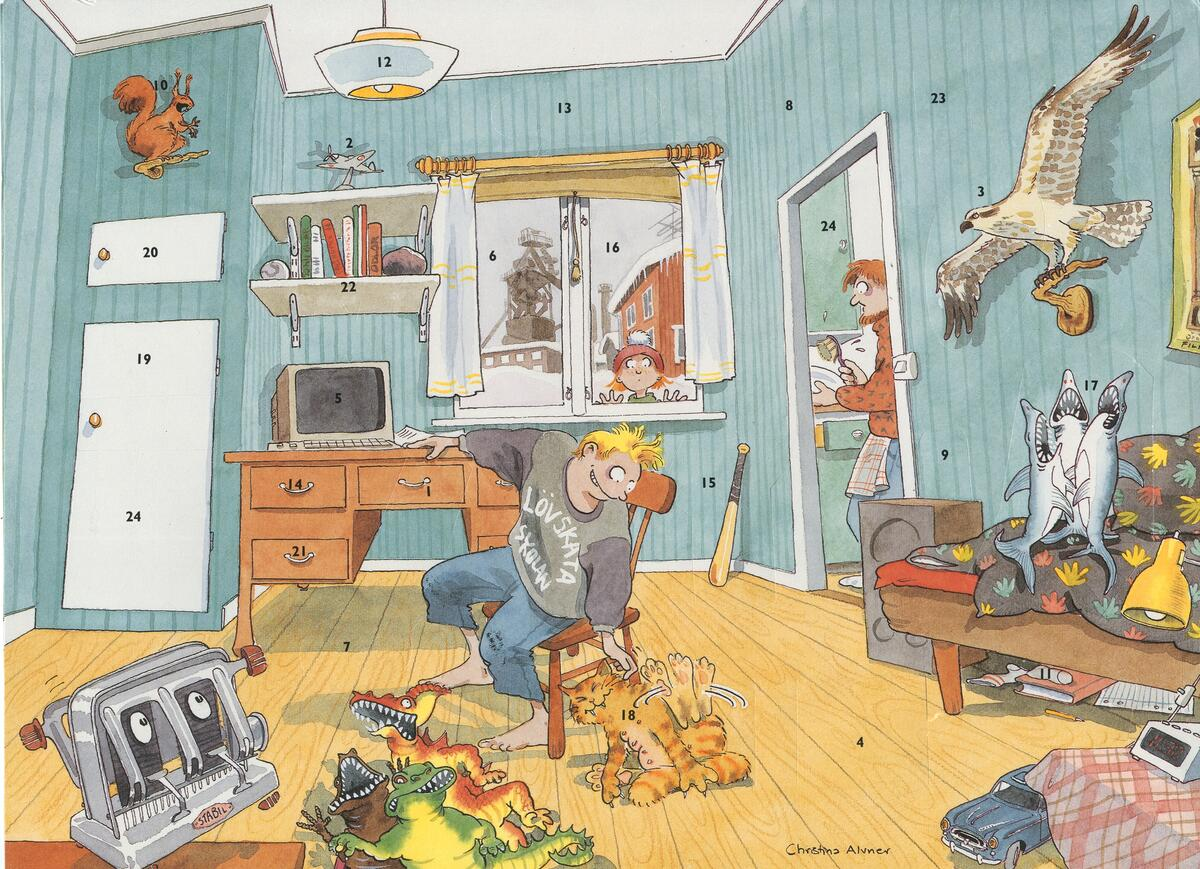
Papperskalendern

Kalendern visar Joel som sitter i sitt rum, och klappar katten. På hans tröja står "Lövskataskolan".

### Fotnoter
1. ↑  ”Svensk mediedatabas”. http://smdb.kb.se/catalog/search?q=%22Joels+jul%22+typ%3Aradio&sort=OLDEST. Läst 5 april 2011.
2. ↑  ”1992, Joels jul”. Sveriges Radio. http://sverigesradio.se/barn/julkalendrar/1992.stm. Läst 30 augusti 2015.
3. ↑  ”Julkalendrar”. Arkiverad från originalet den 27 oktober 2014. https://web.archive.org/web/20141027033737/http://helgo.net/emma/julkalendrar.php?y=1992&t=radio. Läst 2 april 2011.